# Molophilus maroondah
Molophilus maroondah là một loài ruồi trong họ Limoniidae. Chúng phân bố ở miền Australasia.